# Ukleiau

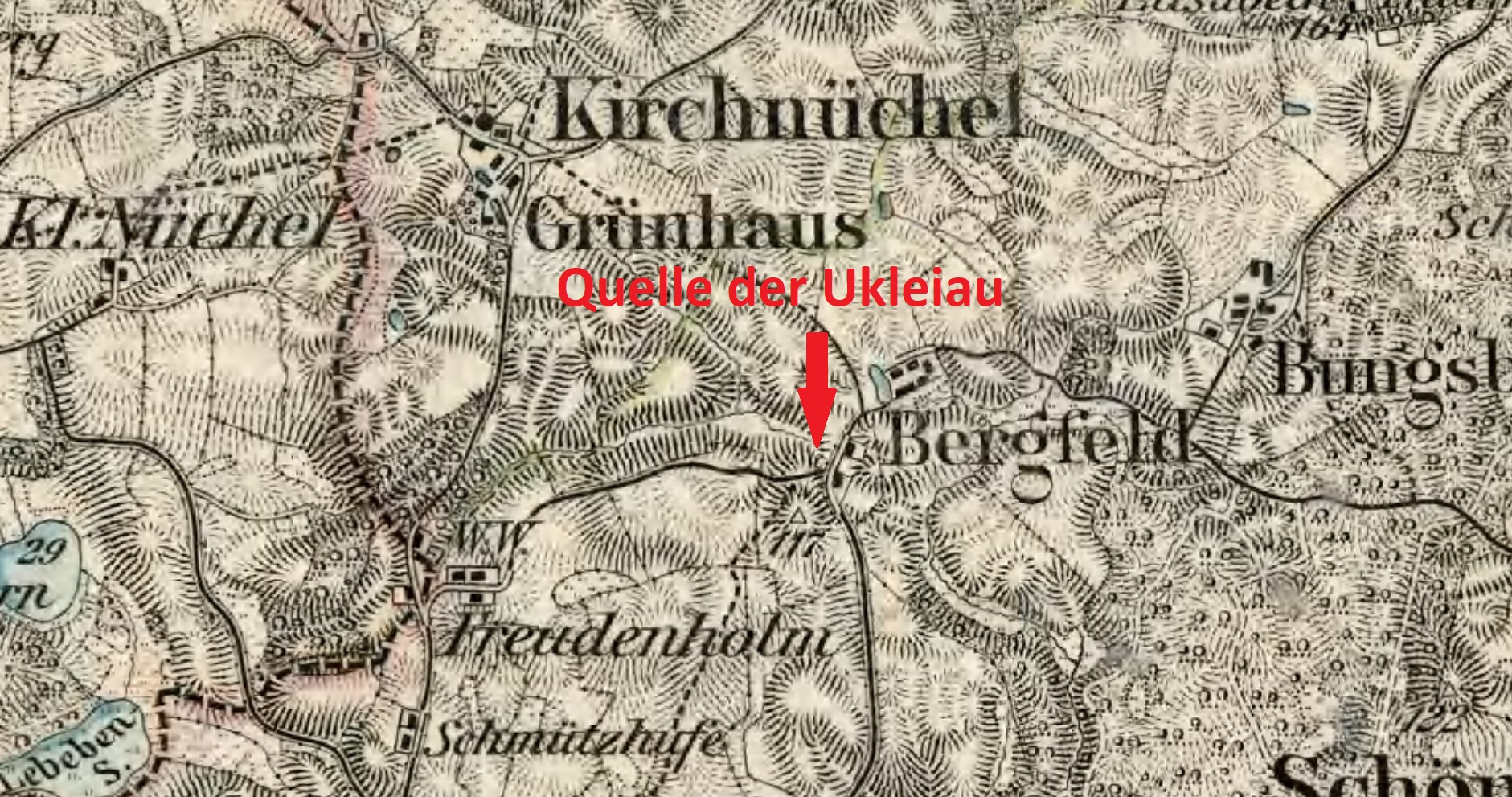
Bild 1ː Ukleiauquelle um 1893

Die Ukleiau ist ein Bach in den Gemeinden Kasseedorf im Kreis Ostholstein und Kirchnüchel sowie Malente und Eutin im Kreis Plön in Schleswig-Holstein. Die Ukleiau beginnt ihren Lauf als Ausfluss eines Fischteiches in einem Taleinschnitt beim Kasseedorfer Ortsteil Bergfeld (Lage). Sie mündet nach 5,94 km beim Eutiner Ortsteil Sielbeck in den Kellersee (Lage). Nach dem Wasserkörpersteckbrief der Bundesanstalt für Gewässerkunde (BfG) handelt es sich bei der Ukleiau um ein „seeausflussgeprägtes Fließgewässer des Norddeutschen Tieflandes (Nord) (LAWA-Typcode: 21_N)“ dem ein natürlicher Zustand zugebilligt wird.
Im Digitalem Gewässerkundlichem Flächenverzeichnis (DGFV) des Landesamtes für Landwirtschaft, Umwelt und ländliche Räume des Landes Schleswig-Holstein (LLUR) hat die Ukleiau die Gewässernummer 1.9 im Bearbeitungsgebiet Baltic Schwentine mit der Nummer 26. Sie durchläuft 4 Einzugsgebiete. Alle Einzugsgebiete zusammen genommen ergeben für die Ukleiau eine Größe von 7,06 km²

## Verlauf
Die Quelle der Ukleiau ist der Überlauf eines Fischteichsystems im Kasseedorfer Ortsteil Bergfeld. Diese Teiche wurden nach 1883 angelegt, weil sie nicht auf der Karte des Deutschen Reiches von 1893 verzeichnet sind, siehe Bild 1. In den Fortschreibung der Karten des Deutschen Reiches von 1932 bis 1950 ist dort ein zusammenhängendes Stillgewässer verzeichnet. In östlicher Richtung jenseits der Straße „Am Clasberg“ in 500 Meter Entfernung fließt die Schwentine. Bereits nach 115 Metern mündet von rechts ein Bach mit der Bezeichnung 1.9.8 in die Ukleiau, der im nördlich gelegenen Waldgebiet entspringt. Das Quellgebiet der Ukleiau wurde am 30. Dezember 2018 zum einstweilig sichergestellten Landschaftsschutzgebiet „Bungsberg mit Vorland“ erklärt.
Die Ukleiau schlängelt sich in ihrem natürlichen Bett südlich am Fuße des bewaldeten Höhenzuges am Bökensberg entlang und bildet zugleich die Gemeindegrenze zwischen Kasseedorf am linken und Kirchnüchel und Malente am rechten Ufer. Ab dem Kasseedorfer Ortsteil Freudenholm liegt die Ukleiau im europäischen NATURA 2000-Schutzgebiet FFH-Gebiet Seen des mittleren Schwentinesystems und Umgebung.
Unmittelbar vor dem Eintritt der Ukleiau in den Lebebensee mündet am rechten Ufer der Dweerbeek in die Ukleiau. Die Ukleiau durchquert das Naturwaldgebiet der Schleswig-Holsteinischen Landesforsten (SHLF) und fließt von Süden in den Ukleisee. Nördlich des Jagdschlösschens am Ukleisee verlässt die Ukleiau den Ukleisee, durchquert den Wald und den Park um das Schlösschen und die Wohnbebauung „An der Aue“, um dann in den Kellersee zu münden.

## Hydrologie
Die Ukleiau verfügt über einen Pegel am Ausgang aus dem Ukleisee. Es werden nur die Pegelhöhen aber nicht die Wassermengen gemessen. Die Nennwerte des Pegelstandes liegen für den Zeitraum von 2013 bis 2019 bei einem mittleren Wasserstand (MW) bei 436 cm, einem mittleren Hochwasser (MHW) bei 466 cm und einem mittleren Niedrigwasser (MNW) bei 422 cm. Der niedrigste Pegelstand (NW) wurde am 8. August 2018 mit 414 cm, der höchste (HW) am 12. Dezember 2014 mit 484 cm gemessen (Lage). 

## Gewässerökologie und -chemie
Die Ukleiau ist im Wasserkörpersteckbrief der Bundesanstalt für Gewässerkunde (BfG) auf den Unterlauf ab dem Eintritt in den Lebebensee und den Unterlauf des Dweerbeek in den Nücheler See bis zu dessen Mündung in die Ukleiau mit der Kennung DERW_DESH_SW_16 gemäß Einstufung nach § 28 des Wasserhaushaltsgesetzes (WHG) als „natürlich“ eingestuft worden. Ihr ökologisches Potenzial wird als „unbefriedigend“ und ihr chemischer Zustand wegen erhöhter Quecksilber- und Nitratgehalte als „nicht gut“ bewertet. Bis zum Jahre 2027 soll der ökologische und chemische Zustand des Gewässers den Wert „gut“ erreichen. Dies soll unter anderem mit Maßnahmen zur Herstellung der Durchgängigkeit für Fische, der Renaturierung des Wasserlaufes und der Anpflanzung von Ufergehölzen erreicht werden.